# Pest (niemiecki zespół muzyczny)
Pest – powstała w 1997 niemiecka grupa muzyczna grająca black metal.

## Muzycy

### Obecny skład zespołu
- Atax - gitara elektryczna, wokal, instrumenty klawiszowe
- Mrok - perkusja, instrumenty klawiszowe, gitara elektryczna
- Mr. Blasphemy - wokal
- Scum - gitara basowa, gitara elektryczna

## Dyskografia
- (1998) Schwarze Visionen (demo)
- (2000) Ära
- (2002) Ad Se Ipsum
- (2004) Vado Mori